# Patreksfjörður
Patreksfjörður est une localité islandaise de la municipalité de Vesturbyggð située au nord-ouest de l'île, dans la région de Vestfirðir. En 2021, le village comptait 721 habitants.

## Démographie
Évolution de la population :
2011 : 627
2019 : 675
2021 : 721